# Banhani Aglani
Banhani Aglani – tunezyjski zapaśnik walczący w stylu klasycznym. Brązowy medalista mistrzostw arabskich w 1995 roku.